# (938) Chlosinde
(938) Chlosinde ist ein Asteroid des äußeren Hauptgürtels, der am 9. September 1920 vom deutschen Astronomen Karl Wilhelm Reinmuth an der Landessternwarte Heidelberg-Königstuhl bei einer Helligkeit von 13,1 mag entdeckt wurde.
Karl Reinmuth entdeckte so viele Kleinplaneten, dass es ihm oft schwerfiel, Namen für die nummerierten zu finden. Daher verwendete er häufig Mädchennamen aus dem Kalender „Lahrer Hinkender Bote“. Diese Namen müssen keine Verbindung zu seinen Zeitgenossen haben. (Anmerkung von I. van Houten-Groeneveld)
Aufgrund ihrer Bahneigenschaften wird (938) Chlosinde zur Themis-Familie gezählt.

## Wissenschaftliche Auswertung
Aus Ergebnissen der IRAS Minor Planet Survey (IMPS) wurden 1992 erstmals Angaben zu Durchmesser und Albedo für zahlreiche Asteroiden abgeleitet, darunter auch (938) Chlosinde, für die damals Werte von 26,8 km bzw. 0,12 erhalten wurden. Eine Auswertung von Beobachtungen durch das Projekt NEOWISE im nahen Infrarot führte 2011 zu vorläufigen Werten für den Durchmesser und die Albedo im sichtbaren Bereich von 36,1 km bzw. 0,06. Nachdem die Werte 2012 nach neuen Messungen auf 34,0 km bzw. 0,05 geändert worden waren, wurden sie 2014 auf 33,5 km bzw. 0,07 korrigiert.
Der Asteroid wurde vom 23. August bis 3. September 2010 am Santana Observatory und am GMARS Observatory in Kalifornien photometrisch beobachtet und aus der Lichtkurve erstmals eine Rotationsperiode von 19,20 h bestimmt. Nur kurz darauf erfolgte eine weitere Beobachtung vom 25. bis 28. September 2010 am New Mexico Skies Observatory der Tzec Maun Foundation, die zum gleichen Ergebnis führte. Eine Beobachtung am Barnes Ridge Observatory in Kalifornien vom 1. bis 14. September 2010 führte dagegen zu einer fehlerhaften Auswertung mit einem abweichenden Ergebnis.

## Asteroidenpaar
(938) Chlosinde bildet mit dem Asteroiden (1815) Beethoven ein quasi-complanares Asteroidenpaar. Sie besitzen sehr ähnliche Bahnelemente und bewegen sich nahezu in der gleichen Bahnebene, allerdings sind ihre Apsidenlinien deutlich gegeneinander verdreht. (938) Chlosinde besitzt eine geringfügig kürzere Umlaufzeit um die Sonne als (1815) Beethoven, so dass sie ihn nur etwa alle 2900 Jahre überholt. Das letzte Mal geschah dies im 5. Jahrhundert, anschließend führten die beiden Asteroiden über einen Zeitraum von etwa 700 Jahren als Quasisatelliten eine Pendelbewegung umeinander aus, allerdings ohne gravitativ aneinander gebunden zu sein, bevor sie sich wieder voneinander entfernten. Die nächste Annäherung zwischen den beiden Körpern wird sich erst im 34. Jahrhundert ereignen.